# Gåstjärnen (Åsele socken, Lappland)
Gåstjärnen är en sjö i Åsele kommun i Lappland och ingår i Ångermanälvens huvudavrinningsområde. Sjön har en area på 0,354 kvadratkilometer och ligger 336,9 meter över havet.

## Delavrinningsområde
Gåstjärnen ingår i det delavrinningsområde (712481-155236) som SMHI kallar för Utloppet av Gåstjärnen. Medelhöjden är 340 meter över havet och ytan är 2,28 kvadratkilometer. Det finns inga avrinningsområden uppströms utan avrinningsområdet är högsta punkten. Vattendraget som avvattnar avrinningsområdet har biflödesordning 3, vilket innebär att vattnet flödar genom totalt 3 vattendrag innan det når havet efter 225 kilometer. Avrinningsområdet består mestadels av skog (63 procent) och sankmarker (17 procent). Avrinningsområdet har 0,36 kvadratkilometer vattenytor vilket ger det en sjöprocent på 15,6 procent.